# Simone Veil
Simone Veil (születési neve Jacob) (Nizza, 1927. július 13. – Párizs, 2017. június 30.) francia politikus, jogász, egykori egészségügyi miniszter, a holokauszt túlélője.  Az Európai Parlament első női elnöke 1979 és 1982 között. Az igazság és a demokrácia elkötelezettje. 2008. november 20-án a Francia Akadémia tagjává választotta.

## Családja, gyermekkora
Vallását nem gyakorló, asszimilálódott zsidó értelmiségi családban született. Édesapja sikeres építész volt, a Római Díj egyik kitüntetettje. Simone-nak két nővére és egy bátyja született. A család Párizsból Nizzába költözött még Simone születése előtt. A Vichy-kormány idején a zsidótörvények életbe lépésekor az építész apának be kellett zárnia irodáját. Nehéz időket élt át a család. 1943-ban német megszállás alá került Nizza. A családtagokat baráti házaspárok bújtatták, Simone egy tanáránál lakott. 1944. március 30-án, egy nappal sikeres érettségi vizsgája után utcai SS igazoltatás során letartóztatták, bár ő Simone Jacquier-ként nevezte meg magát. Apját és bátyját a hírhedt 73-as konvoj vitte Litvániába, Kaunas és Tallinn között haltak meg. Denise nővérét, aki Lyonban tagja lett az ellenállási mozgalomnak, Ravensbrückbe deportálták. Simone, Madeleine és édesanyjuk a drancyi gyűjtőtáborba kerültek, onnan az auschwitzi koncentrációs táborba, majd 1944-ben a közeli Bobrekbe. 1945. január 27-én a németek erőltetett menetben átvitték a foglyokat a bergen-belseni koncentrációs táborba. Édesanyjuk tífuszban meghalt, a súlyosan beteg Madeleine életét a szövetségesek érkezése mentette meg. Denise is túlélte a deportálást.

## A politika színterén
1945. május 3-án érkezett vissza hazájába. Párizsban jogot tanult, és a Párizsi Politikai Tanulmányok Intézetének (Sciences Po) lett hallgatója. 1956-ban sikeres bírói szakvizsgát tett, és az Igazságügyi Minisztériumban a büntető igazságszolgáltatás területén töltött be magas hivatalt. Veil asszonyt kezdetben baloldali politikai irányultság jellemezte, nagy csodálója volt Pierre Mendès France–nak. Támogatta az európai államok szövetségének gondolatát, és nagyon sajnálta, hogy az Európai Védelmi Közösség tervét még Mendès France is elvetette. Közel érezte magát eszmeileg családja régi ismerőséhez, Raymond Aronhoz, és nagyon szerette volna, hogy a gaullisták és a kommunisták mellett egy harmadik politikai erő is megjelenjen Franciaországban.
1970-ben Georges Pompidou a Conseil supérieur de la magistrature (Francia Bírói Tanács) főtitkárává nevezte ki. Valéry Giscard d’Estaing elnöksége alatt Jacques Chirac kormányában egészségügyi miniszter lett (a tárcát Raymond Barre kormányai alatt is megtartotta). Veil miniszterasszonyt megbízták 1974-ben, hogy dolgozza ki az önkéntes terhességmegszakítást engedélyező törvény tervezetét. A képviselők előtt mondott beszédében hangsúlyozta, hogy „az abortusz kizárólag végső megoldás a kilátástalan helyzetekben”. A törvény 1975. január 19-én lépett érvénybe. Rengeteg támadás érte őt a törvény miatt, és nem csak a keresztény vallási közösségek részéről. A vallásos zsidók még 2005-ben is nehezteltek rá. Néhány fundamentalista New York-i rabbi levélben követelte Lengyelország elnökétől, hogy az auschwitzi koncentrációs tábor felszabadításának 60. évfordulója alkalmából tartandó megemlékezésen ne Veil asszony képviselje az egykori deportáltakat.
1979–ben az Európai Parlament első női elnökévé választották. Jó kapcsolatokat ápolt Helmut Schmidttel, Margaret Thatcherrel, I. János Károly királlyal, Ronald Reagannel, Bill és Hillary Clintonnal, Huszejn jordán királlyal, Abdou Diouffal, Szenegál elnökével, Nelson Mandelával és Anvar Szadattal, aki jeruzsálemi látogatása után Veil asszony meghívására beszédet mondott az Európai Parlamentben.
1993 és 1995 között Édouard Balladur kormányában az egészségügy, a szociális- és városügyek tárcájáért felelős miniszter. Az Alkotmányozó Tanács tagja volt 1998-tól 2007-ig. A holokauszt emlékét ápoló francia alapítvány elnöke 2000 és 2007 között, majd tiszteletbeli elnöke.
2008. november 20-án a Francia Akadémia tagjává választották. Székfoglaló beszédére Jean d’Ormesson válaszolt 2010. március 18-án. Veil asszony Jean Racine, Paul Claudel és Pierre Messmer székét foglalhatta el. Díszkardjára rávésték a karjára tetovált fogolyszámát (78651), a Liberté, Égalité, Fraternité nemzeti mottót és az Európai Unió jelmondatát.
2009. január 1-jén a Francia Köztársaság Becsületrendjének főtiszti méltóságával (grand officier) tüntették ki.
Az Európai Parlament Brüsszel-i épülete Luxembourg tér felé néző bejárata előtti teret róla nevezték el: https://multimedia.europarl.europa.eu/en/simone-veil-esplanade-ep-building-in-brussels_20190321_EP-08732BA_ADE_033_p

## Házassága
Férje Antoine Veil (1926–2013) politikus, magas beosztású állami hivatalnok és üzletember volt. A Politikai Tudományok Intézetében (Sciences Po) ismerkedtek meg, 1946-ban házasodtak össze. Három fiuk született: Jean (1947) ügyvéd, Claude-Nicolas (1948–2002) orvos, Pierre-François (1954) ügyvéd.

## Kitüntetései
- A Brit Birodalom Rendje – dame commander (lovagparancsnok)
- A Francia Köztársaság Nemzeti Érdemrendje – chevalier (lovag)
- A francia Becsületrend – grand officier (főtiszt)
- Az Európa Tanács Észak-Dél díja
- Nemzetközi Nagy Károly-díj
- A Franklin és Eleanor Roosevelt Alapítvány különdíja
- Asturias-díj
- Marbach am Neckar Schiller-díja
- Heinrich Heine-díj
- Az Egészségügyi Világszervezet aranyérme

Tiszteletbeli doktorrá (doctor honoris causa) avatták többek között az alábbi egyetemek:
- Princetoni Egyetem
- Weizmann Intézet (Rehóvót)
- Cambridge-i Egyetem
- Yale Egyetem
- Bolognai Egyetem
- Tel Avivi Egyetem
- Brüsszeli Szabadegyetem
- Ben-Gurion Egyetem (Beér-Seva)
- Meidzsi Egyetem (Tokió)
- Glasgow-i Egyetem (Glasgow)
- Georgetowni Egyetem (Washington)
- Montréali Egyetem (Montréal)